# 타이 그랜더슨 존스
타이 그랜더슨 존스(Ty Granderson Jones, 1964년 1월 19일 ~ )는 미국의 각본가, 배우, 텔레비전 배우이다.
탬파 만에서 태어났다.

## 영화
- 콘 에어 (1997년)
- ER (1994년)
- 잠수 특전대 (1990년)
- 살바도르 (1986년)